# Katholische Hochschule für Sozialwesen Berlin
Die Katholische Hochschule für Sozialwesen Berlin (KHSB) ist eine kirchlich organisierte, staatlich anerkannte Fachhochschule in Berlin. Sie befindet sich in der Trägerschaft des Erzbistums Berlin und hat ihren Sitz in der Köpenicker Allee 39–57 in Berlin-Karlshorst.
Im Sommersemester 2022 waren an der KHSB 1.261 Studierende immatrikuliert, der Lehrkörper umfasste 38 Professoren und Dutzende weitere Mitarbeitende.

## Geschichte

### 1917–1990

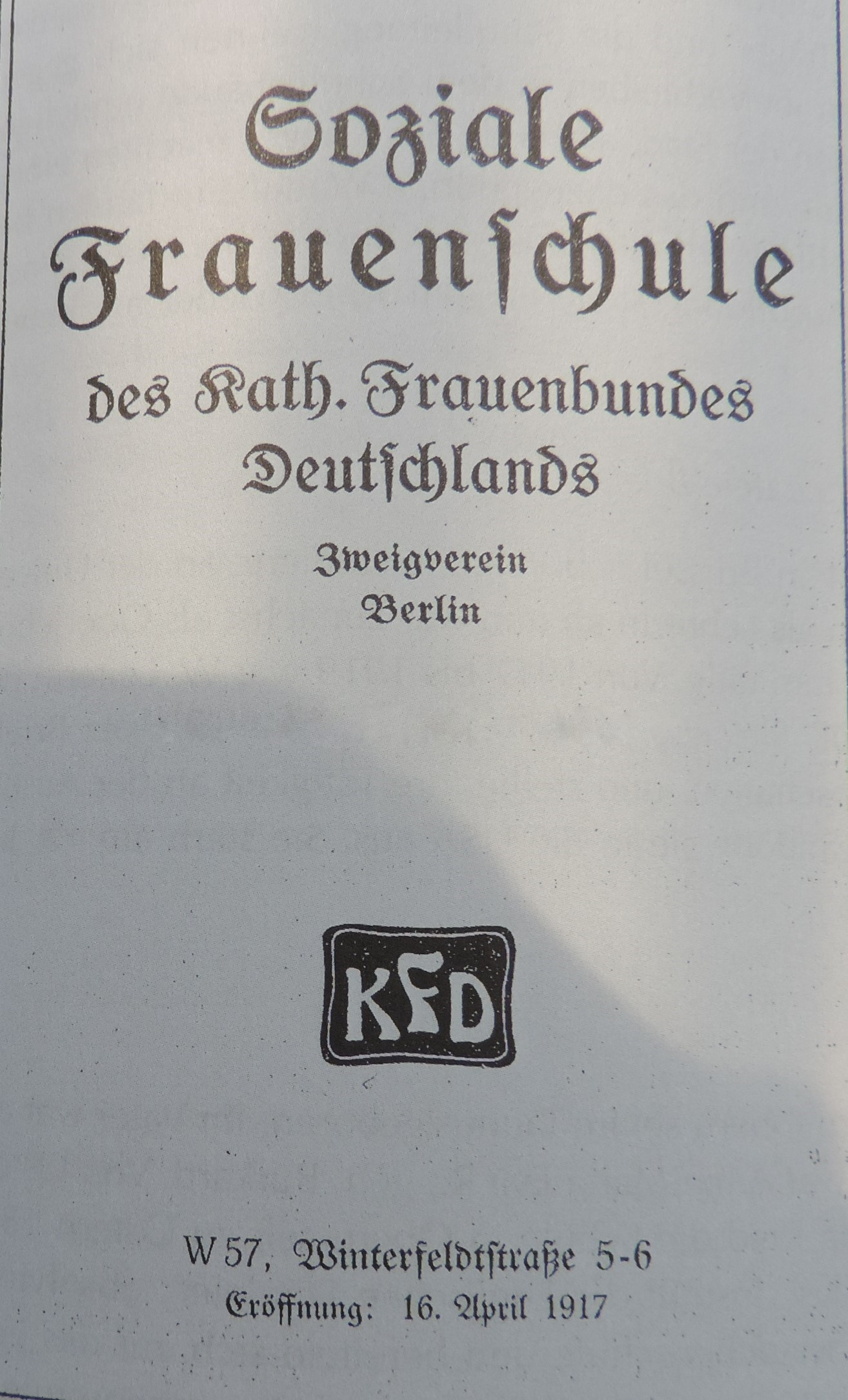
Schulprospekt, archiviert im Ida-Seele-Archiv

Am 8. April 1917 wurde die Soziale Frauenschule des Katholischen Deutschen Frauenbundes in einer Mietwohnung in Berlin-Schöneberg, Winterfeldstraße 5–6 eröffnet. 47 Schülerinnen besuchten den ersten Kursus. Die Leitung übernahm Anna Weltmann (1881–1946), die jedoch nach zwei Jahren die Verantwortung für die Ausbildungsstätte wegen Heirat niederlegte. Übergangsweise leitete Ursula Ried (1887–1939) die Schule, die am 6. Mai 1920 die staatliche Anerkennung erhielt. Im April 1921 wurde Paula Rengier die Schulleitung übertragen. Sie leitete die Einrichtung während der Zeit des Nationalsozialismus. Diesbezüglich schrieb sie zum 40-jährigen Jubiläum:
„Als Vertretung der katholischen Wohlfahrtsschulen erkannte ich bald, daß eine gemeinsame Ebene nie gefunden werden konnte, daß jedes Fundament dafür fehlte, und daß katholisches soziales Streben in schwerster Bedrohung stand. Es erscheint rückblickend wie ein Wunder, daß trotz aller Ansprüche des Nationalsozialismus auf die Durchführung seiner Weltanschauung, trotz der staatlichen Prüfungen unter Vorsitz anerkannter N.S.-Vertreter, trotzdem die Schule nie eine Kopnzession gemacht hat, die das Gewissen belasten müßte.“
Nach dem Zusammenbruch des Hitler-Faschismus brachten die politischen Verhältnisse in der geteilten Stadt Berlin für den Weiterbestand und die Innenarbeit der Schule schwere Gefahr. Aber der Widerstand der bürgerlichen Kreise und die Einsicht der westlichen Besatzungsmächte erleichterten die Lage. Bald wuchs die Zahl der Schülerinnen wieder an.
Im Jahr 1957 übernahm Marianne Pünder bis 1965 die Nachfolge von Paula Rengier. Die nach Helene Weber benannte Schule übersiedelte 1965 in neue Räume im bischöflichen Amtsgebäude am Ufer des Lietzensees. In den neuen Schulräumen wurden gemeinsame Ausbildungskurse für Frauen und Männer durchgeführt. 1968 erhielt die soziale Ausbildungsstätte den Status einer Akademie verliehen. Das Fachhochschulgesetz von 1970 bedeutete das Ende der konfessionell gebunden Helene-Weber-Akademie, die schließlich im April 1972 aufgelöst und in die staatliche Alice-Salomon-Fachhochschule für Sozialarbeit und Sozialpädagogik übergeführt wurde.

### Seit 1990
Im Oktober 1991 wurde vom Bistum Berlin die ruhende Tradition aufgegriffen und die Katholische Fachhochschule für Sozialpädagogik Berlin (KFB) gegründet. Gründungsrektorin war die langjährige Vizepräsidentin des Deutschen Caritasverbandes und Vorsitzende – später Ehrenmitglied – des Deutschen Vereins, Teresa Bock, die in den Jahren 1970 bis 1977 Rektorin der Katholischen Fachhochschule Nordrhein-Westfalen in Köln gewesen war. Die Leitungsfunktion an der neu gegründeten Hochschule hatte sie bis 1993 inne.

## Organisation

### Rektorat/Präsidium

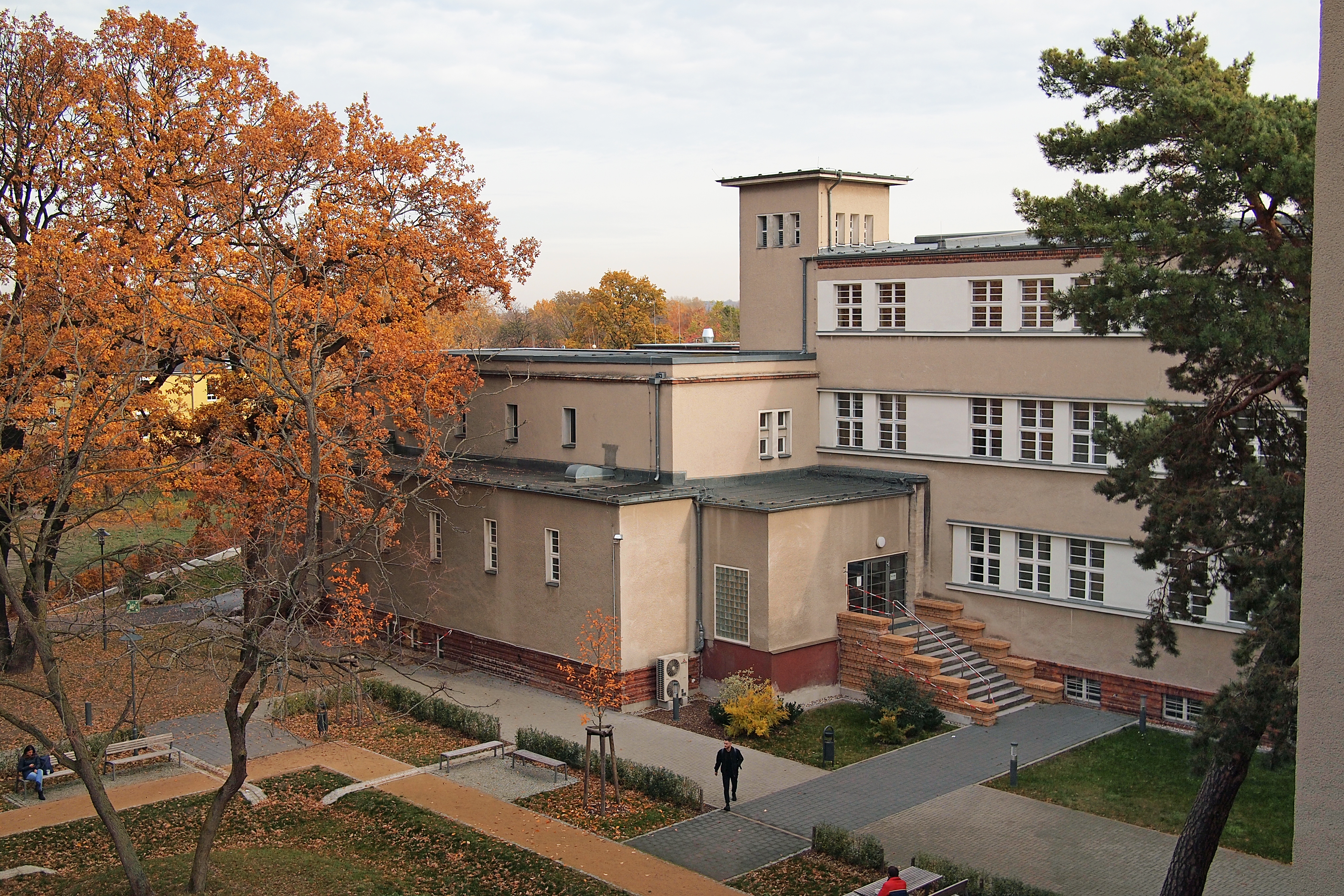
Blick auf den Innenhof

- 1991–1993: Teresa Bock
- 1993–1997: Klaus Kliesch
- 1997–2009: Andreas Lob-Hüdepohl
- 2009–2013: Monika Treber
- 2013–2021: Ralf-Bruno Zimmermann
- 2021–2025: Gabriele Kuhn-Zuber

### Standort
Die Hochschule befindet sich in einem heute denkmalgeschützten Gebäudekomplex, der ab 1928 nach Plänen und unter Leitung des Architekten Felix Angelo Pollak als St.-Antonius-Krankenhaus im Stile des Bauhauses errichtet wurde. Ein solcher Bau war angesichts der wachsenden Einwohnerzahl Berlins und auch der mit dem Ende des Ersten Weltkriegs entstandenen Versorgungsprobleme dringend nötig. Weder Geld noch Baukapazitäten waren jedoch ausreichend vorhanden, so dass im Jahr 1917 vorerst ein Krankenwagen angeschafft wurde, damit die Einlieferung in Krankenhäuser schneller erfolgen konnte. In einer zeitgenössischen Veröffentlichung heißt es dazu: „Karlshorst erhält ein Krankenautomobil!. Evangelischer Hilfsverein und Feuerwehr übernehmen die Anschaffung.“
Die Finanzierung des Hospitalbaus erfolgte schließlich über eine Auslandsanleihe der Marienschwestern von der Unbefleckten Empfängnis in Breslau. Große Teile des benötigten Grundbesitzes erwarben die Christen vom Rittergutsbesitzer  Sigismund von Treskow. Das Hospital wurde 1930 eröffnet und galt zu seiner Entstehungszeit als das modernste Krankenhaus Deutschlands. Es verfügte über 300 (später 375) Betten, vier Operationssäle und Patientenzimmer mit Radios und Kopfhörern. Offene und gedeckte Liegeterrassen mit einer Fläche von 4000 m², vorrangig für Tuberkulosekranke, dienten der Frischlufttherapie. Freiluftgymnastik und Diäten wurden therapiebegleitend angeboten.
Nach dem Zweiten Weltkrieg gehörte die Köpenicker Allee zum sowjetisch besetzten Sperrgebiet, in dem sich die SMAD ansiedelte. Die Bauten dienten nun als Verwaltungssitz der SMAD und teilweise auch als Gefängnis. Im Jahr 1963 bezog das DDR-Ministerium für Land-, Forst- und Nahrungsgüterwirtschaft die Gebäude. Nach Auflösung der DDR und damit all ihrer Ministerien fielen die Gebäude in das Eigentum der katholischen Kirche zurück. Im Dezember 1990 übernahm der St Marien e. V. die Verwaltung von Gelände und Gebäude.
In den Folgejahren konnten viele Teile des Bauensembles saniert und teilweise neuen Nutzungen zugeführt werden: Die frühere Kesselanlage wurde zu einer Cafeteria umgebaut, aus der ehemaligen Kapelle wurde ein Hör- und Veranstaltungssaal.

## Studium

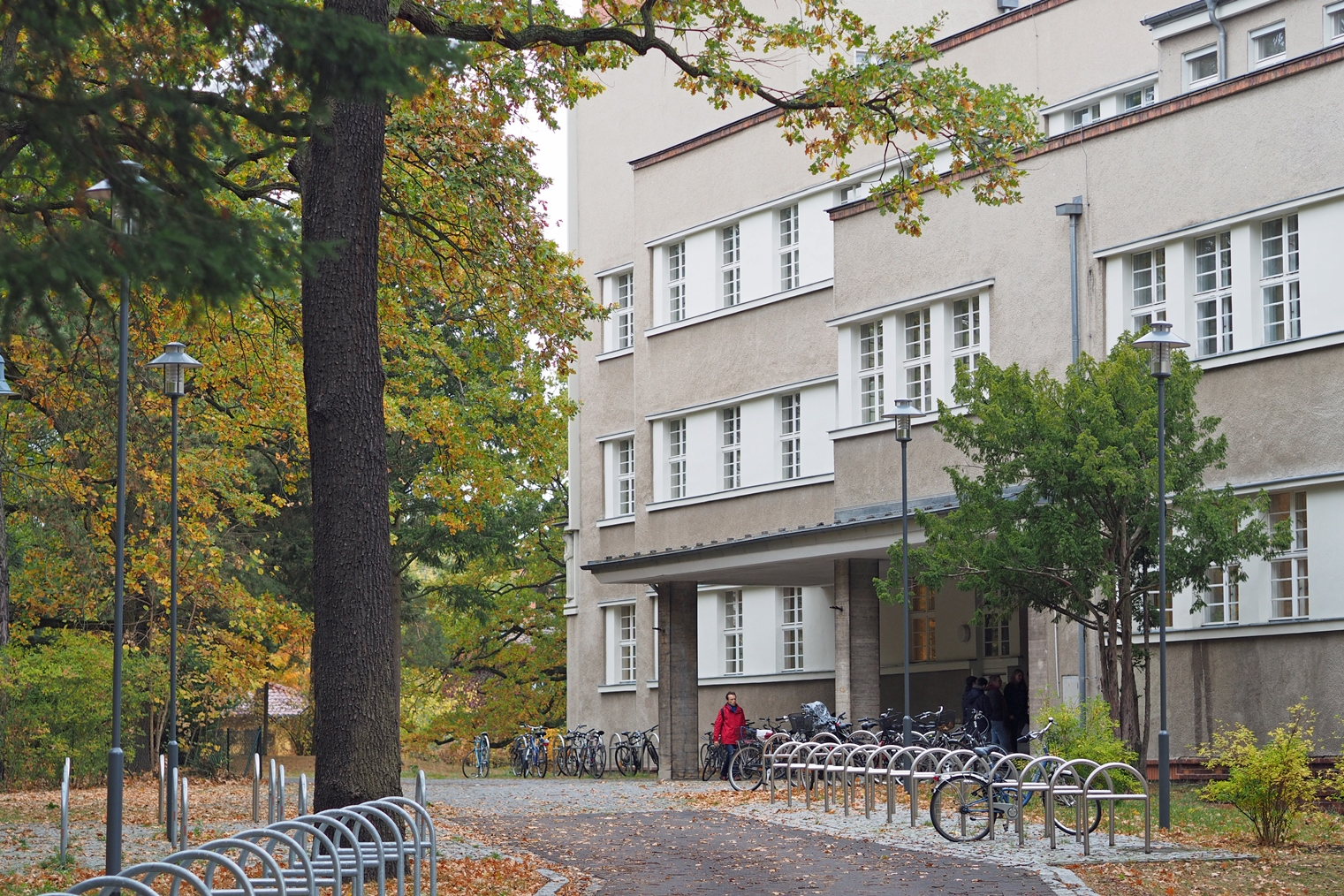
Blick auf den Eingangsbereich

Die Schwerpunkte des Studiums an der KHSB sind Soziale Arbeit, Gesundheit, Erziehung und Bildung. In diesen Bereichen werden sieben Bachelor- und vier Masterstudiengänge angeboten. Darunter zählen vier Vollzeit-Bachelorstudiengänge (B.A. Soziale Arbeit, B.A. Kindheitspädagogik, B.A. Heilpädagogik, B.A. Religionspädagogik in Schule und pastoralen Räumen) sowie drei tätigkeitsbegleitende Bachelorstudiengänge (B.A. Soziale Arbeit, B.A. Soziale Gerontologie, B.A. Gestaltungstherapie/Klinische Kunsttherapie) sowie der duale Studiengang B.A. Soziale Arbeit. Außerdem werden vier tätigkeitsbegleitende Masterstudiengänge in den Bereichen Soziale Arbeit, Soziale Arbeit als Menschenrechtsprofession und Interdisziplinäre Psychosentherapie bereitgehalten.

## Forschung
Forschung gehört neben Lehre, Studium und Weiterbildung zu den zentralen Aufgaben der KHSB. An der KHSB haben sich sechs Schwerpunkte entwickelt:
- Sozialethik, Ethik sozialprofessionellen Handelns und Ethikberatung
- Gemeinwesenarbeit und Community Organizing
- Soziale Gesundheit
- Gender- und Diversity-Forschung
- Inklusion und Partizipation
- Methodenentwicklung angewandter Forschung.

Diesen Forschungsschwerpunkten gemeinsam ist ein Interesse an Fragen der Teilhabe. Durch eine interne Forschungsförderung werden Drittmittelanträge und Beiträge zur Bündelung, Ergänzung und Weiterentwicklung der bisherigen Forschungsaktivitäten unterstützt.
Mit dem Forschungsschwerpunkt für eine „Praxis der Teilhabe“ gibt es an der KHSB fünf Institute, die die Forschungsaktivitäten in den Feldern christliche Ethik, Gemeinwesenarbeit, Soziale Gesundheit, Gender und Diversity sowie Religionspädagogik und Pastoral bündeln:
- Berliner Institut für christliche Ethik und Politik (ICEP)[10]
- Deutsches Institut für Community Organizing (DICO)[11]
- Institut für Soziale Gesundheit (ISG)[12]
- Institut für Gender und Diversity (IGD)[13]
- Berliner Institut für Religionspädagogik und Pastoral (BIRP).

## Verbünde und Partnerschaften
Gemeinsam mit der Alice Salomon Hochschule Berlin (ASH) und der Evangelischen Hochschule Berlin (EHB) gehört die KHSB zum SAGE-Verbund (Soziale Arbeit, Gesundheit, Erziehung und Bildung) im Land Berlin.
Von 2023 bis 2027 ist die KHSB Teil des Projekts „Zukunft findet Stadt – Hochschulnetzwerk für ein resilientes Berlin“. Ziel des Verbunds unter 5 Berliner Hochschulen ist es die Innovationen, die in der Stadt entstehen, auch in Berlin umzusetzen.
Diese Hochschule hat mit 13 zielgleichen Einrichtungen in Europa Partnerschaftsverträge abgeschlossen.